# 剛果亮麗鯛
剛果亮麗鯛（学名：Lamprologus congoensis）為輻鰭魚綱鱸形目隆頭魚亞目慈鯛科亮丽鲷属的其中一種，分布於非洲剛果河上游流域，體長可達13公分，棲息在中底層水域，生活習性不明。